# Leonard’s Subway

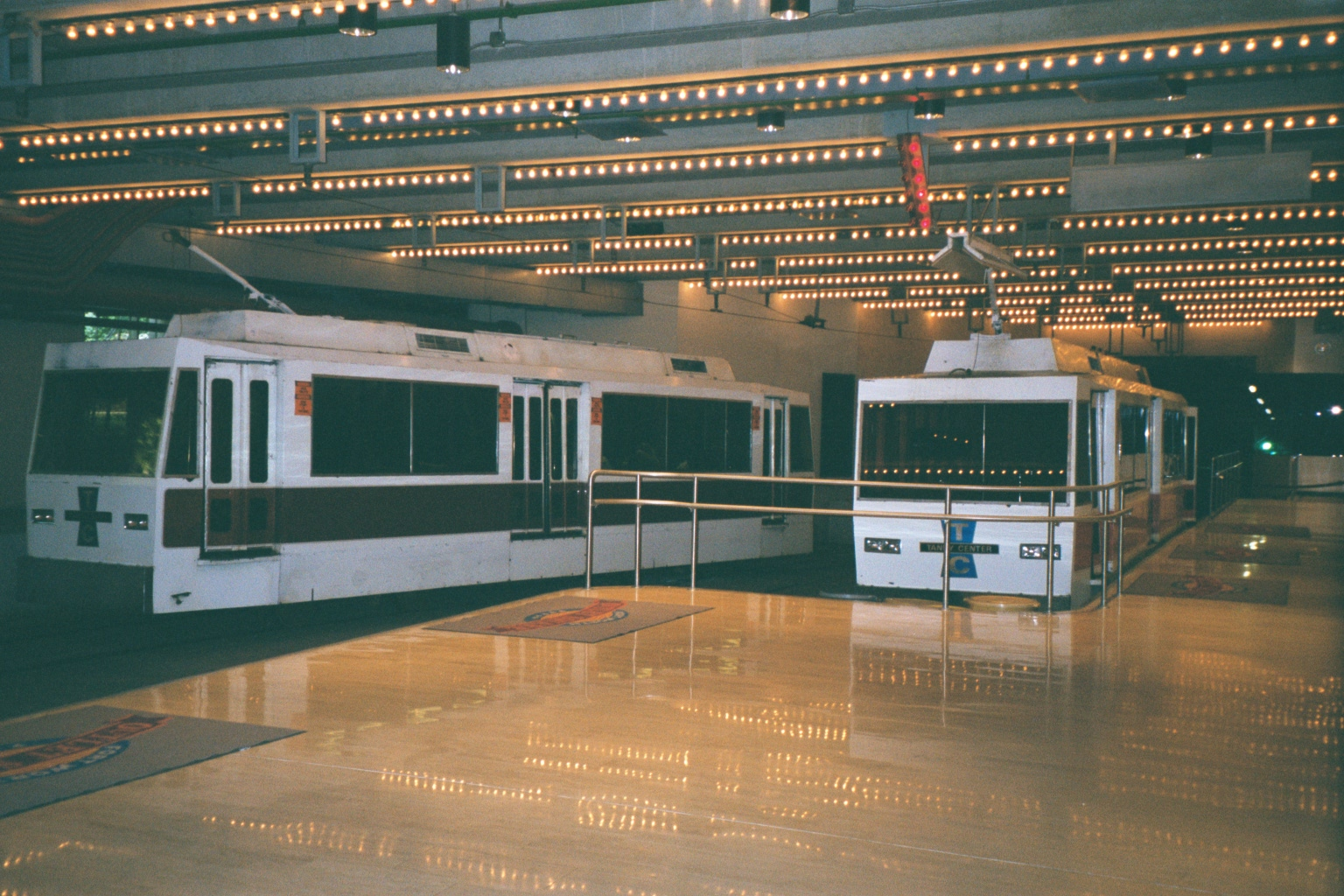
Leonard’s Subway (2002)

Leonard’s Subway war eine Straßenbahn in der texanischen Stadt Fort Worth. Die Bezeichnung Subway rührt daher, dass 500 Meter dieser 1.600 Meter langen Bahn in einem Tunnel lagen. Ein weiterer Grund war, dass das Einkaufszentrum damit werben konnte, die erste privat betriebene U-Bahn der USA zu besitzen.
Die Bahn wurde am 12. Februar 1963 zwischen dem Einkaufszentrum Leonard’s Department Store und dem Kundenparkplatz eröffnet. Sie hatte einschließlich der sich unter dem Einkaufszentrum befindlichen U-Bahn-Haltestelle fünf Haltepunkte. Von diesen wurden nur die beiden Endhaltestellen in beide Richtungen angefahren. Die Bahn hielt am Haltepunkt vor dem Tunnel nur auf ihrer Fahrt in Richtung Einkaufszentrum und an den anderen beiden auf dem Rückweg.
Zwischen 1962 und 1966 beschaffte Leonard’s insgesamt 15 PCC-Wagen von DC Transit in Washington, D.C. Diese waren in den 1930er und 1940er Jahren von St. Louis Car Company hergestellt worden. Um die Fahrgastmenge zu bewältigen, wurden für kurze Zeit die Sitzplätze in den Fahrzeugen entfernt. Nachdem 1974 das Einkaufszentrum den Besitzer gewechselt hatte, firmierte die Bahn unter dem Namen Tandy Center Subway. Mit Beginn des Baus eines Verwaltungsgebäudes für den Elektrokonzern RadioShack auf dem Parkplatz kam am 30. August 2002 das Ende der Bahn.
Die Benutzung der Bahn war für Kunden des Einkaufszentrums kostenlos.